# 238 (număr)
238 (două sute treizeci și opt) este numărul natural care urmează după 237 și precede pe 239 într-un șir crescător de numere naturale.

## În matematică
238:
- Este un număr par.
- Este un număr compus.[1]
- Este un număr deficient.[2][3]
- Este un număr Erdős-Woods[4][5]
- Este un număr intangibil.[6][7]
- Este un număr 13-gonal.[8][9]
- Este suma primelor 13 numere prime.[10]
- Există 238 de grafuri conectate la două vârfuri cu 5 noduri etichetate.[11]
- Există 238 de compuși de romburi de ordinul 5.[12]
- Dintre cele 720 de permutări ale 6 elemente, 238 sunt secvențe crescătoare.[13]

## În știință

### În astronomie
- Obiectul NGC 238 din New General Catalogue este o galaxie spirală barată cu o magnitudine 12,4 în constelația  Phoenix.
- 238 Hypatia este un asteroid din centura principală.
- 238P/Read este o cometă periodică din sistemul nostru solar.